# El libro de la curación
El Libro de la Curación (en árabe كتاب الشفاء, Kitāb al-Shifā’) es un tratado filosófico de Avicena. No se sabe con certeza la fecha de su composición, aunque se cree que fue escrito aproximadamente entre los años 1014 y 1020. Se cree también que fue escrito para servir como compendio de toda los conocimientos filosóficos de su autor. En efecto, consta de cuatro partes principales que tratan, en orden y en amplio detalle, de lógica, física, matemáticas y metafísica. 
El texto árabe compilado a partir de varios manuscritos de origen diverso fue editado por varios arabistas entre los que destaca principalmente George Anawati y fue publicado en varios volúmenes en El Cairo entre 1953 y 1983. En el siglo XIII apareció una traducción al latín en Toledo, pero no sería sino hasta 1907 en que aparecería otra versión en algún idioma europeo, esta vez en alemán. Partes del texto, notablemente la Metafísica, se han traducido también al francés, al inglés y al italiano. No existe todavía una traducción al español.